# 4 Pułk Ułanów Zaniemeńskich
4 Pułk Ułanów Zaniemeńskich (4 puł.) – oddział kawalerii Wojska Polskiego II RP.
Pułk stacjonował w garnizonie Wilno.
Święto pułkowe: 9 lipca – rocznica szarży pod Hrebionką w 1920.

## Formowanie i zmiany organizacyjne
Wiosną 1918 gen. Józef Dowbor-Muśnicki wydał rozkaz utworzenia 4 pułku ułanów w ramach I Korpusu Polskiego w Rosji, jednak w związku z rozbrojeniem korpusu pułk nie został utworzony.
Ponowne sformowanie 4 Pułku Ułanów nastąpiło już 1 listopada 1918 w Warszawie, przy czym poszczególne szwadrony tworzone były także w Łomży, Mławie, Płocku, Włocławku, Białymstoku i Koninie.
Pułk 4 Ułanów Zaniemeńskich kontynuował tradycje 4 pułku ułanów Królestwa Polskiego.
Od 1921 pułk mógł używać nazwy „pułk 4-ty ułanów Zaniemeńskich”.

## Wojna polsko-ukraińska i polsko-bolszewicka
Od stycznia 1919 pułk brał udział w działaniach bojowych wojny polsko-ukraińskiej w rejonie Lwowa. W dniu 10 maja skierowany został do Białegostoku, gdzie został uzupełniony, a następnie już w pełnym składzie skierowano go w rejon Mosty-Lida, tam też jako pierwszy polski pułk przekroczył linię rzeki Niemen. Następnie uczestniczył w zajęciu Wilna i walkach na Białorusi. W lipcu 1920 w związku z ofensywą wojsk bolszewickich, pułk prowadził działania opóźniające. W tym czasie stoczył szereg walk m.in. pod Hrebionką (9 lipca 1920), gdzie rozbił trzy pułki piechoty Armii Czerwonej. W walkach odwrotowych dotarł na przedpola Warszawy. Od 15 sierpnia 1920 brał udział w polskiej kontrofensywie. W czasie tych walk ponownie doszedł do Niemna, gdzie toczył walki także z wojskami litewskimi. Swój udział w wojnie zakończył na linii rzeki Berezyny, gdzie w rejonie Dokszyc zajął stanowiska do momentu zawarcia Traktatu Ryskiego w 1921.

### Mapy walk pułku

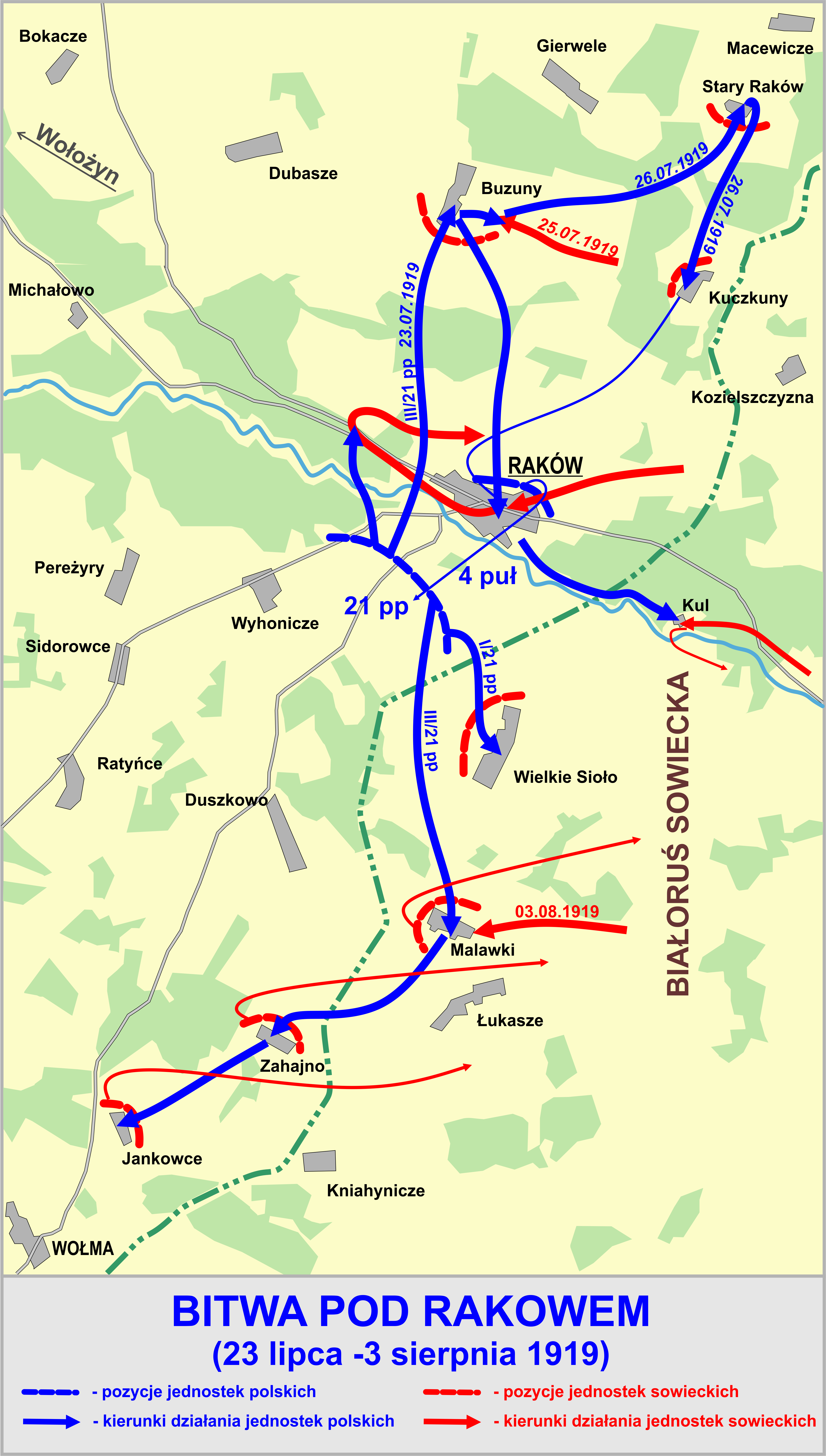
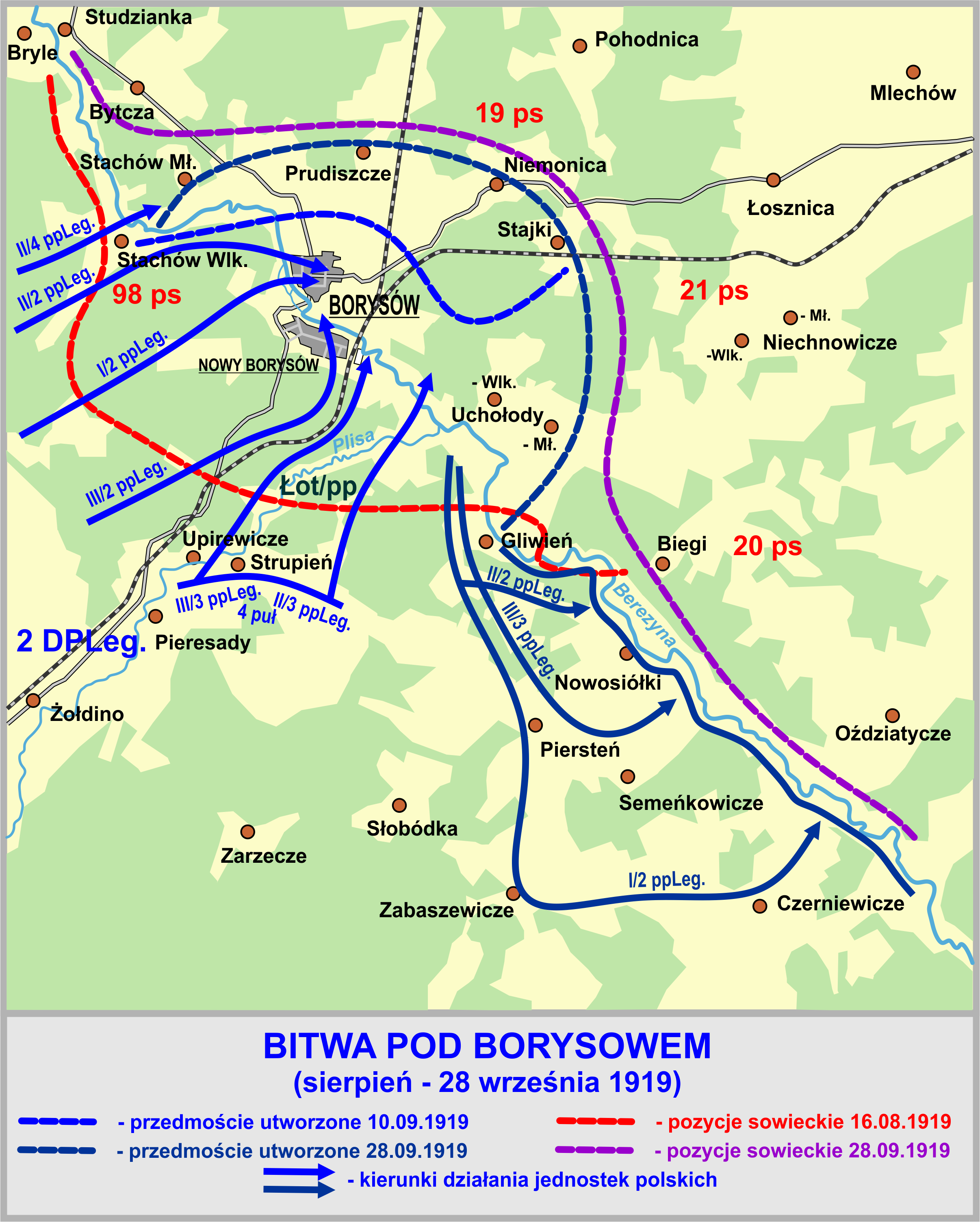
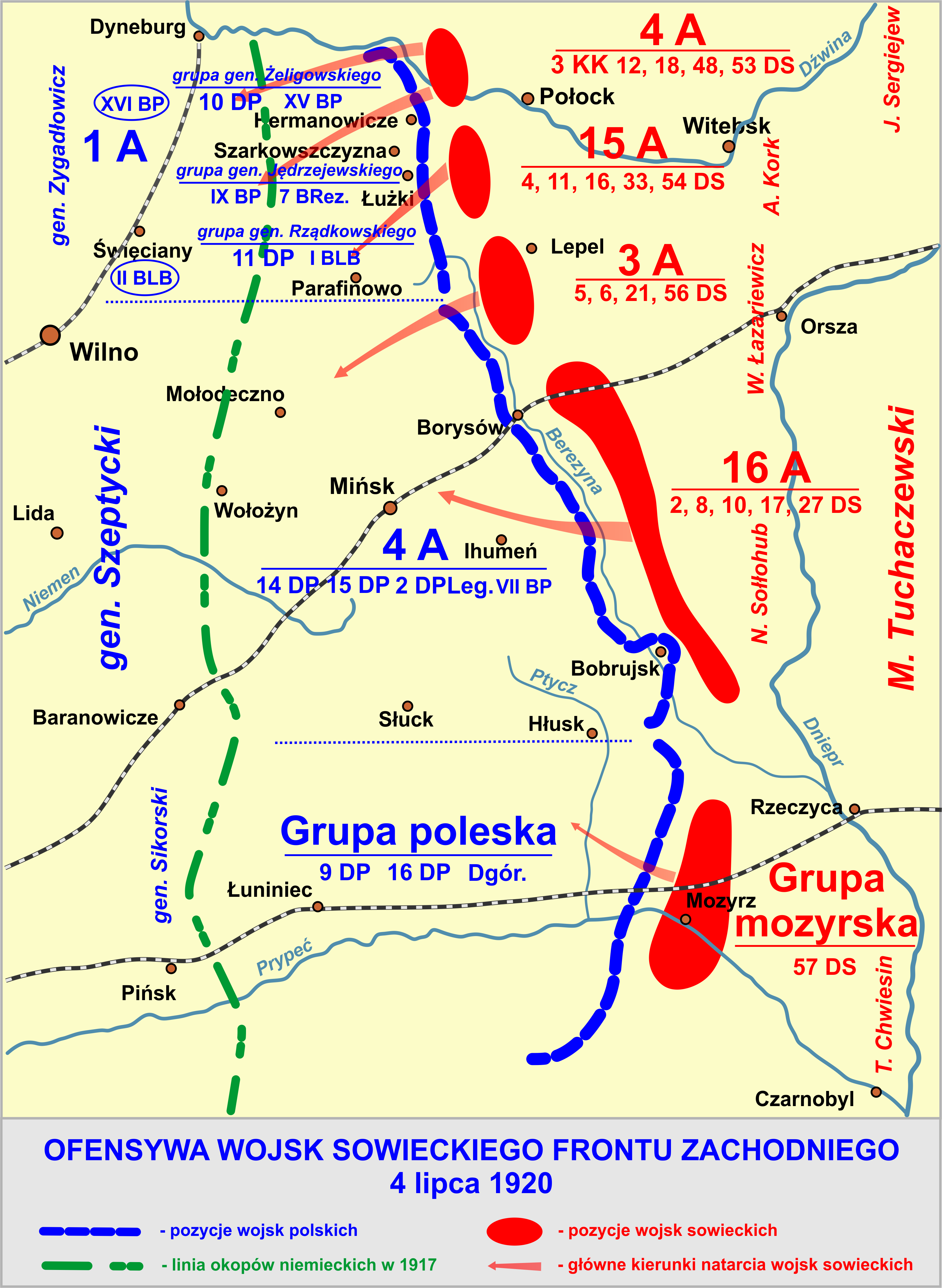
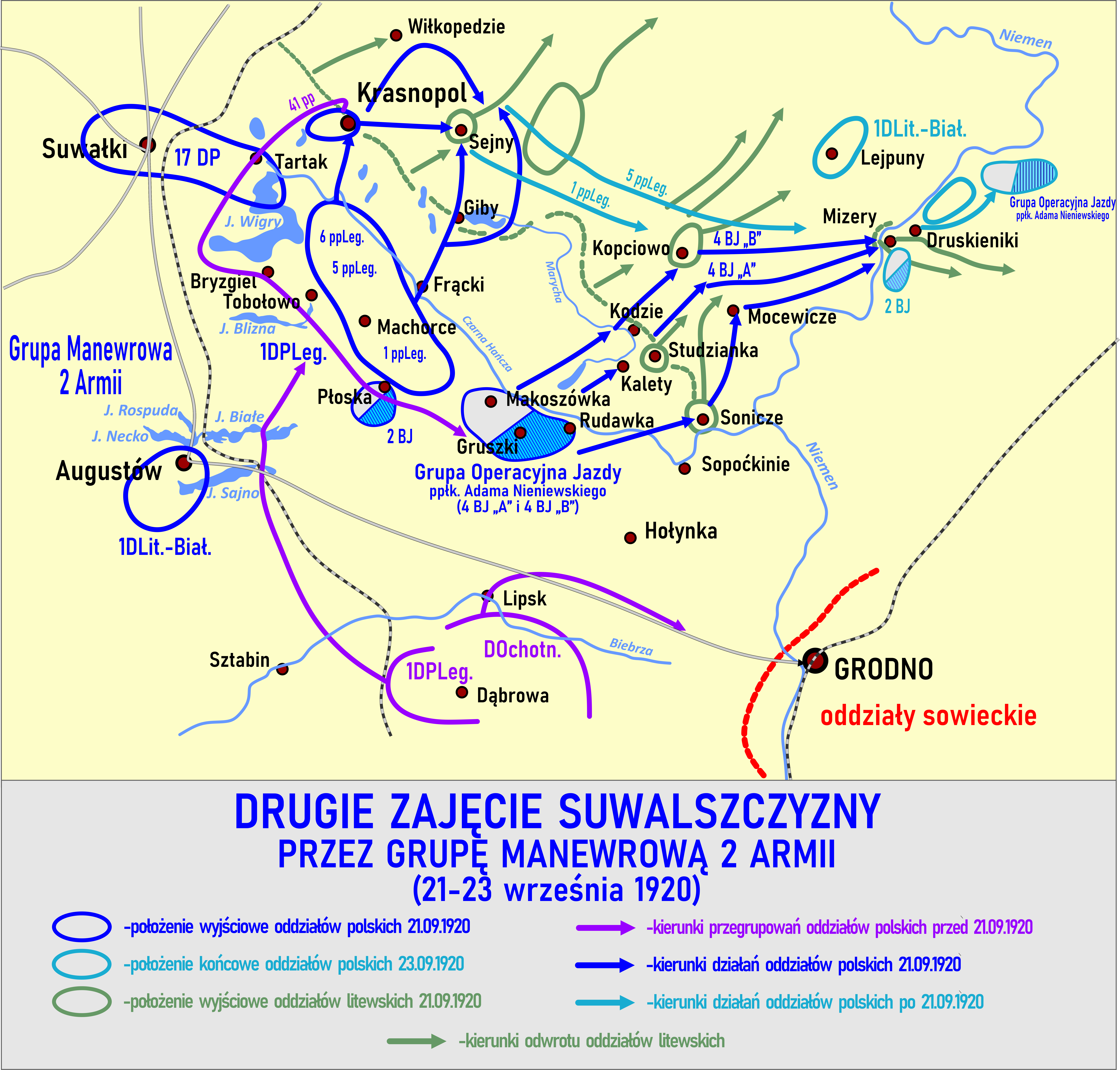
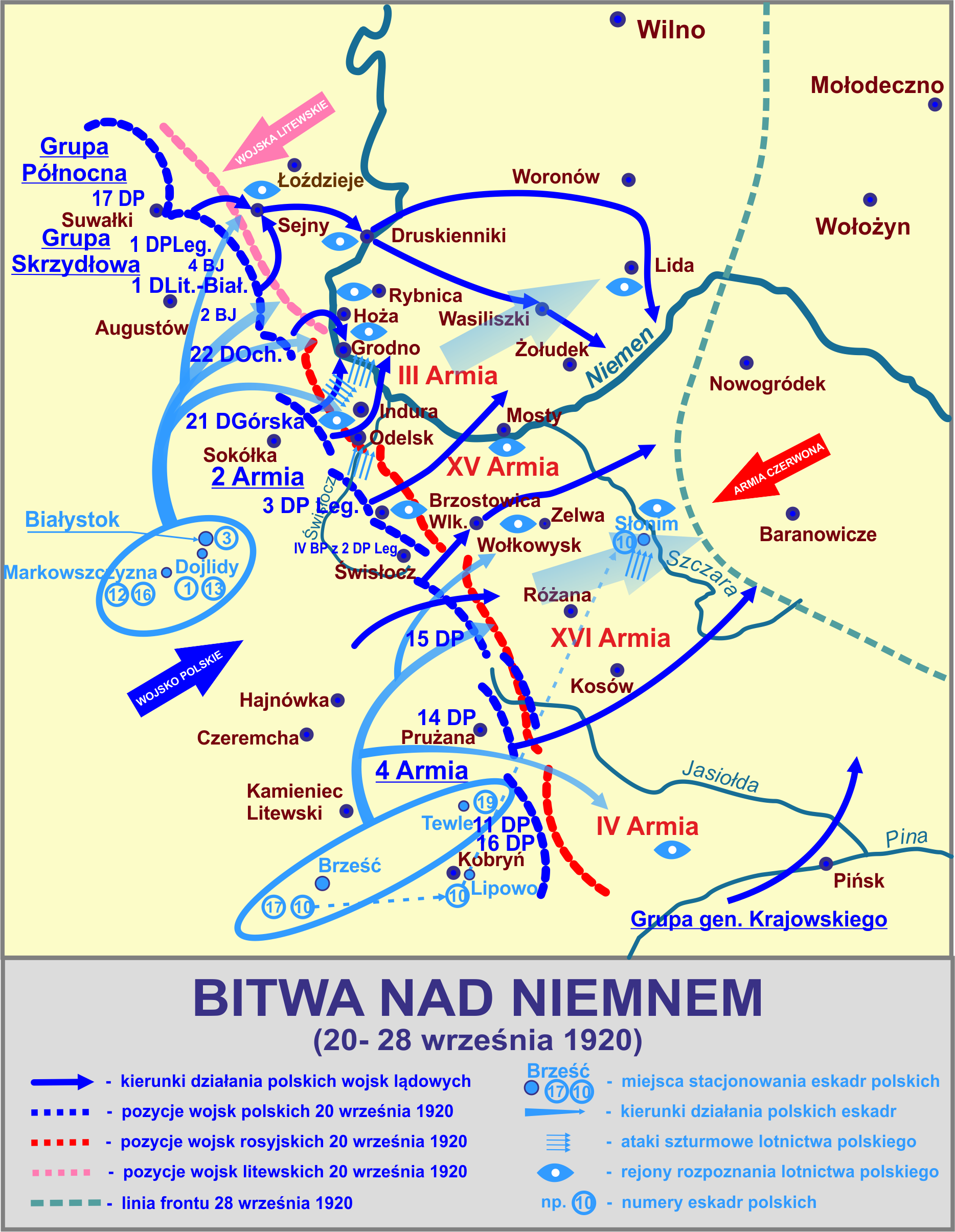

### Kawalerowie Virtuti Militari
| Żołnierze pułku odznaczeni Krzyżem Srebrnym Orderu Wojskowego Virtuti Militari za wojnę 1918–1920 | Żołnierze pułku odznaczeni Krzyżem Srebrnym Orderu Wojskowego Virtuti Militari za wojnę 1918–1920 | Żołnierze pułku odznaczeni Krzyżem Srebrnym Orderu Wojskowego Virtuti Militari za wojnę 1918–1920 |
| ------------------------------------------------------------------------------------------------- | ------------------------------------------------------------------------------------------------- | ------------------------------------------------------------------------------------------------- |
| plut. Adam Bartosiewicz                                                                           | ułan Wiktor Biczyński nr 4218                                                                     | plut. Jan Bloch nr 4222                                                                           |
| por. Witold Chludziński                                                                           | plut. Eugeniusz Cichocki nr 4234                                                                  | kpr. Wincenty Cierpikowski nr 4298                                                                |
| wachm. Tadeusz Czechowski nr 4399                                                                 | płk Stanisław Rawicz-Dziewulski                                                                   | st. ułan Józef Foks nr 4300                                                                       |
| rtm. Wacław Giecewicz nr 5288                                                                     | por. Leon Jagodziński                                                                             | st. ułan Bolesław Klimaszewski nr 4292                                                            |
| ś.p. por. Jerzy Krafft nr 4260                                                                    | st. ułan Stanisław Kraiński                                                                       | ułan Aleksander Kołakowski nr 4362                                                                |
| wachm. Leon Lissowski nr 4387                                                                     | por. Witold Morawski                                                                              | rtm. Michał Nowicki nr 5289                                                                       |
| por. Marian Józef Ossowski nr 4271                                                                | rtm. Władysław Rozlau nr 3864                                                                     | ś.p. por. Teofil Skuratowicz nr 4280                                                              |
| wachm. Ryszard Szczepański nr 4243                                                                | wachm. Józef Śledź nr 3940                                                                        | kpr. Stanisław Toczyłowski nr 4291                                                                |
| por. Antoni Gustaw Witkowski nr 4247                                                              | ś.p. por. Stanisław Wołowski nr 4391                                                              | por. Wacław Zdziarski nr 4207                                                                     |
| kpr. Wiktor Zieliński nr 4178                                                                     |                                                                                                   |                                                                                                   |

## Okres międzywojenny

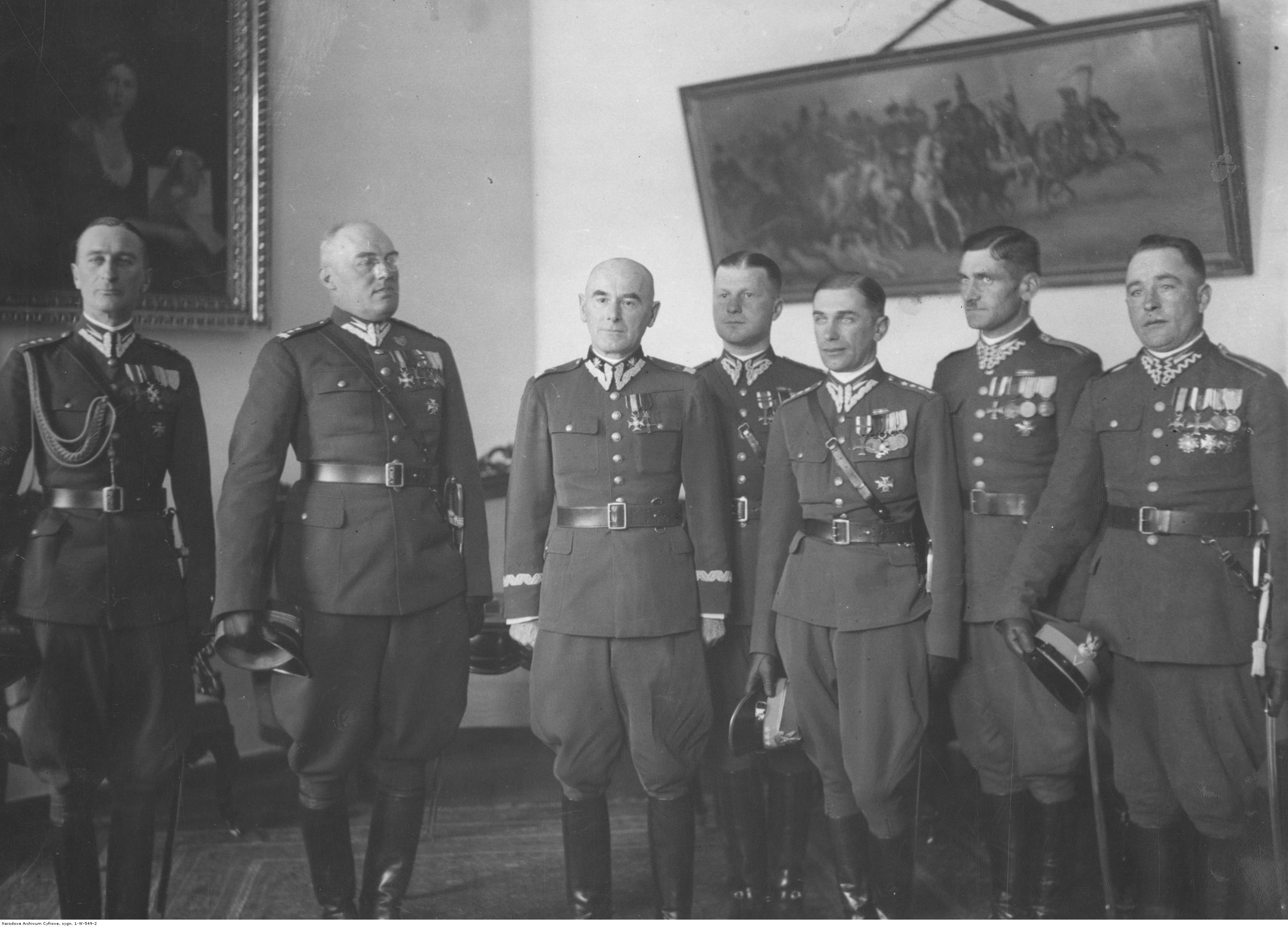
Delegacja 4 puł. u marszałka Edwarda Rydza-Śmigłego 19 kwietnia 1937

Po zakończeniu działań bojowych pułk skierowano do Wilna, które stało się przez cały okres II Rzeczypospolitej jego pokojowym garnizonem.
W 1921 naczelne władze wojskowe zezwoliły na używanie nazwy „Zaniemeńskich”. W 1927 oficjalnie otrzymał nazwę – 4 pułk Ułanów Zaniemeńskich, w celu upamiętnienia, że był to pierwszy polski pułk, który przekroczył Niemen w walkach o wschodnie granice Polski.
W 1929 w Zakładach Graficznych „Polska Zjednoczona” w Warszawie zostało wydane opracowanie „Zarys historji wojennej 4-go Pułku Ułanów Zaniemeńskich” autorstwa porucznika Stefana Kajetana Bayera, oficera pułku, odznaczonego dwukrotnie Krzyżem Walecznych.
| Pułk w planie mobilizacyjnym „S”      | Pułk w planie mobilizacyjnym „S” | Pułk w planie mobilizacyjnym „S” |
| Nazwa pododdziału                     | Miejsce mobilizacji              | Termin                           |
| ------------------------------------- | -------------------------------- | -------------------------------- |
| dowódca pułku z drużyną               | Wilno                            | alarm                            |
| pluton łączności                      | Wilno                            | alarm                            |
| 1÷4 szwadrony                         | Wilno                            | alarm                            |
| szwadron karabinów maszynowych        | Wilno                            | alarm                            |
| szwadron pionierów nr 103             | Wilno                            | alarm                            |
| szwadron samochodów pancernych nr 103 | Wilno                            | alarm                            |
| Kwatera Główna nr 103 (I eszelon)     | Wilno                            | alarm                            |
| szwadron kawalerii nr 2/49            | Wołkowysk                        | 10                               |
| kolumna taborowa nr 347               | Wołkowysk                        | 6                                |
| kolumna taborowa nr 381               | Wołkowysk                        | 12                               |
| uzupełnienie do czasu „W”             | Wołkowysk                        | 5                                |
| szwadron marszowy 1/4 puł             | Wołkowysk                        | 18                               |
| szwadron zapasowy                     | Wołkowysk                        | alarm-15                         |

| Obsada personalna i struktura organizacyjna w marcu 1939 | Obsada personalna i struktura organizacyjna w marcu 1939 |
| Stanowisko                                               | Stopień, imię i nazwisko                                 |
| -------------------------------------------------------- | -------------------------------------------------------- |
| dowódca pułku                                            | ppłk kaw. Ludomir Wysocki                                |
| I zastępca dowódcy                                       | ppłk kaw. Eugeniusz Święcicki                            |
| I zastępca dowódcy (dubler)                              | mjr dypl. Leon Pruszanowski                              |
| adiutant                                                 | rtm. Wiesław Słapa                                       |
| naczelny lekarz medycyny                                 | por. lek. Tomasz Chamera                                 |
| starszy lekarz weterynarii                               | mjr lek. wet. Leon Bardach                               |
| w dyspozycji dowódcy                                     | mjr Henryk Dobrzański                                    |
| II zastępca dowódcy (kwatermistrz)                       | mjr kaw. Bohdan Niemczynowicz                            |
| oficer mobilizacyjny                                     | mjr Kazimierz Choroszewski                               |
| zastępca oficera mobilizacyjnego                         | rtm. Józef Abramowicz                                    |
| oficer administracyjno-materiałowy                       | por. Antoni Gebert                                       |
| dowódca szwadronu gospodarczego                          | rtm. Wiesław Zygmunt Słapa                               |
| oficer gospodarczy                                       | por. int. Piotr Wiertlewski                              |
| oficer żywnościowy                                       | ppor. kaw. Jan Albin Filipowicz                          |
| dowódca plutonu łączności                                | por. kaw. Feliks Antoni Kisiel                           |
| dowódca plutonu kolarzy                                  | ppor. kaw. Jerzy Majewski                                |
| dowódca plutonu ppanc.                                   | vacat                                                    |
| dowódca 1 szwadronu                                      | rtm. Michał Bohdanowicz                                  |
| dowódca plutonu                                          | ppor. Mieczysław Kowszun                                 |
| dowódca 2 szwadronu                                      | por. kaw. Zygmunt Szendzielarz                           |
| dowódca plutonu                                          | ppor. Jerzy Wiktor Majewski                              |
| dowódca 3 szwadronu                                      | rtm. Mieczysław Roman Pająk                              |
| dowódca plutonu                                          | ppor. kaw. Bolesław Skawiński                            |
| dowódca 4 szwadronu                                      | p.o. por. kaw. Antoni Sutkowski                          |
| dowódca plutonu                                          | ppor. Lubomir Zbigniew Sikorski                          |
| dowódca plutonu                                          | ppor. Leon Józef Świtalski                               |
| dowódca szwadronu km                                     | rtm. Eugeniusz Parafjanowicz                             |
| dowódca plutonu                                          | ppor. Stanisław Jerzy Chrząszcz                          |
| dowódca plutonu                                          | ppor. Władysław Orski                                    |
| dowódca szwadronu zapasowego                             | mjr Kazimierz Karol Zaorski                              |
| zastępca dowódcy                                         | rtm. Jan Gabarski                                        |
| odkomenderowany                                          | por. kaw. Henryk Giecewicz                               |
| na kursie                                                | por. adm. (kaw.) Leon Wójcicki                           |

## Wojna obronna 1939
W kampanii wrześniowej pułk pod dowództwem ppłk. Ludomira Wysockiego walczył w składzie Wileńskiej Brygady Kawalerii.
Został zmobilizowany 23 sierpnia 1939, dodatkowo w szwadronie zapasowym 4 puł. w Wołkowysku był mobilizowany Ośrodek Zapasowy Wileńskiej Brygady Kawalerii. Załadunek do transportu kolejowego nastąpił dopiero 30 sierpnia na stacji kolejowej Wilno i Porubanek. W związku z tym do rejonów koncentracji przewidzianej dla Armii „Prusy” dotarł 2 września, koncentrując się w lesie na północny wschód od Piotrkowa Trybunalskiego, aby następnie 3 września przegrupować się w rejon miejscowości Lubień.
W nocy z 5 na 6 września pułk przeszedł do rejonu Sulejowa, gdzie miał organizować obronę na rzece Pilica. 7 września skoncentrował się w rejonie Przysuchy.
8 września zorganizował obronę na południe od Radomia, gdzie po raz pierwszych toczył przez cały dzień walkę z niemieckimi wojskami pancernymi. W nocy wycofał się w rejon przyczółka mostowego pod Maciejowicami, gdzie bronił się następnego dnia.
W nocy z 9 na 10 września pułk w czasie przeprawy przez Wisłę w rejonie Magnuszewa poniósł duże straty (ciężką broń zatopiono, wielu żołnierzy, a jeszcze więcej koni utonęło), i został rozproszony. Skoncentrował się ponownie nad Wieprzem, gdzie nastąpiła jego reorganizacja. Z pierwotnego składu pozostało tylko dowództwo pułku i 2 szwadron. Do pułku włączono szwadron 13 pułku Ułanów Wileńskich, szwadron kawalerii dywizyjnej 36 Dywizji Piechoty, 7 szwadron pionierów oraz 7 szwadron łączności. W pułku znalazło się też kilka czołgów z 61 kompanii czołgów rozpoznawczych. Tak zreorganizowany pułk przemaszerował w rejon Świdnika.
Następnie wszedł w skład Brygady Kawalerii płk. Jerzego Grobickiego z Grupy Operacyjnej Kawalerii gen. Władysława Andersa. 20 września w zaciętych walkach opanował miejscowość Cześniki, a 22 września nacierał na Komorów.
24 września podjął wraz z pozostałymi jednostkami GO Kaw. próbę przedostania się na Węgry. 26 września pułk zdołał przebić się przez szosę Lwów-Przemyśl, ale w nocy natrafił na oddziały Armii Czerwonej i musiał wycofać się w lasy.
27 września pułk na czele z dowódcą złożył koło Medyki broń, uzyskując od Niemców honorową kapitulację.
| Struktura organizacyjna i obsada personalna we wrześniu 1939 | Struktura organizacyjna i obsada personalna we wrześniu 1939 |
| Dowództwo                                                    | Dowództwo                                                    |
| ------------------------------------------------------------ | ------------------------------------------------------------ |
| dowódca pułku                                                | ppłk kaw. Ludomir Wysocki                                    |
| oficer ordynansowy                                           | ppor. kaw. rez. Stanisław Witold Falkowski                   |
| zastępca dowódcy                                             | ppłk kaw. Eugeniusz Święcicki                                |
| I adiutant                                                   | por. kaw. Antoni Stefan Sutkowski †1939 Niemenczyn           |
| II adiutant                                                  | por. kaw. rez. Stanisław Załęski                             |
| kwatermistrz                                                 | mjr kaw. Bohdan Niemczynowicz                                |
| oficer żywnościowy                                           | ppor. kaw. Jan Albin Filipowicz                              |
| oficer broni i gazu                                          | ppor. kaw. rez. Szejnert                                     |
| oficer płatnik                                               | por. int. rez. Lempke                                        |
| lekarz                                                       | ppor. lek. rez. Feliks Hanak Bloch                           |
| lekarz weterynarii                                           | kpt. lek. wet. Tadeusz Elektorowicz                          |
| dowódca szwadronu gospodarczego                              | rtm. Józef Abramowicz                                        |
| szef szwadronu                                               | wachm. Józef Falkowski                                       |
| szwadrony                                                    |                                                              |
| dowódca 1 szwadronu                                          | rtm. Michał Bohdanowicz                                      |
| dowódca I plutonu                                            | ppor. kaw. Bolesław Skawiński                                |
| dowódca II plutonu                                           | ppor. kaw. rez. Zygmunt (?) Mielczarski                      |
| dowódca III plutonu                                          | pchor. Ernest Wawrzszkiewicz                                 |
| szef szwadronu                                               | plut. Włodzimierz Żaryn                                      |
| dowódca 2 szwadronu                                          | por. kaw. Zygmunt Szendzielarz                               |
| dowódca 3 szwadronu                                          | rtm. Antoni Grzegorz Nowakowski                              |
| dowódca 4 szwadronu                                          | rtm. Jarosław Domański                                       |
| dowódca szwadronu km                                         | rtm. Eugeniusz Parafjanowicz                                 |
| pododdziały specjalne                                        |                                                              |
| dowódca plutonu łączności                                    | por. kaw. Feliks Antoni Kisiel                               |
| dowódca plutonu przeciwpancernego                            | por. kaw. Henryk Giecewicz                                   |

## Symbole pułkowe

### Sztandar
4 pułk Ułanów Zaniemeńskich otrzymał dwa sztandary. Pierwszy sztandar otrzymał od Pogotowia Wojennego Ziemi Kujawskiej we Włocławku. Drugi przepisowy sztandar został ufundowany przez mieszkańców Ziemi Lidzkiej, Mińskiej i Ejszyskiej w 1920 uroczystego wręczenia sztandaru dokonał marszałek Józef Piłsudski 14 kwietnia 1922 w Wilnie, w trzecią rocznicę wyzwolenia Wilna z rąk bolszewików. Losy obu sztandarów Pułku nie były znane do 2019.
Jesienią 2019 dzięki współpracy kadry Instytutu Archeologii Uniwersytetu Warszawskiego, członków Stowarzyszenia Grupa Historyczna „Zgrupowanie Radosław”, ministra Michała Dworczyka oraz Fundacji Wolność i Demokracja udało się odnaleźć sztandar ufundowany przez mieszkańców Ziemi Lidzkiej, Mińskiej i Ejszyskiej. Sztandar ten, pod koniec września 1939 został po walkach ukryty w rejonie Medyki i przez 80 lat pozostawał w ukryciu. 29 listopada 2019 w Pałacu Prezydenckim, w obecności Prezydenta RP Andrzeja Dudy, Ministra Obrony Narodowej, oraz reprezentantów 9 Warmińskiego Pułku Rozpoznawczego Prezes Fundacji Wolność i Demokracja, Pani Lila Luboniewicz przekazała sztandar do Muzeum Wojska Polskiego.

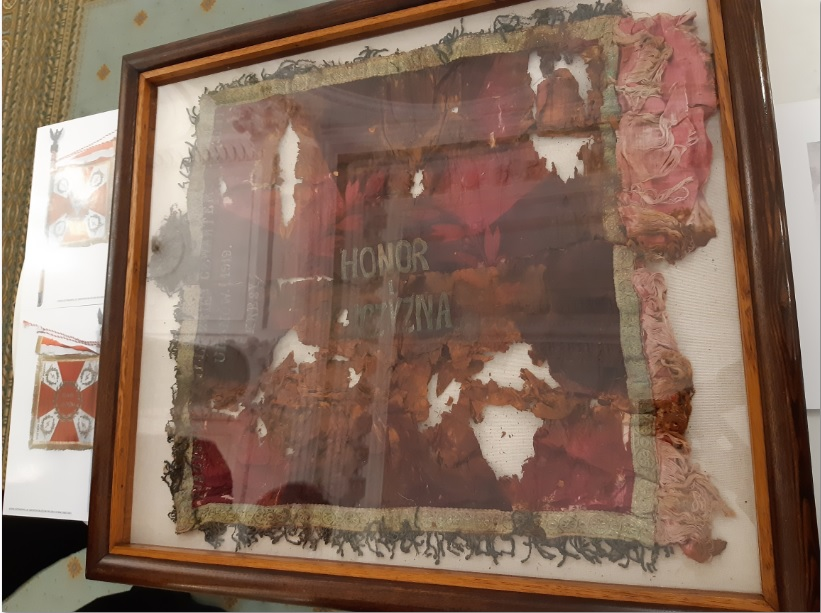
Sztandar Pułku 4 Ułanów Zaniemeńskich w Pałacu Prezydenckim podczas uroczystości przekazania do Muzeum Wojska Polskiego, 29 listopada 2019.

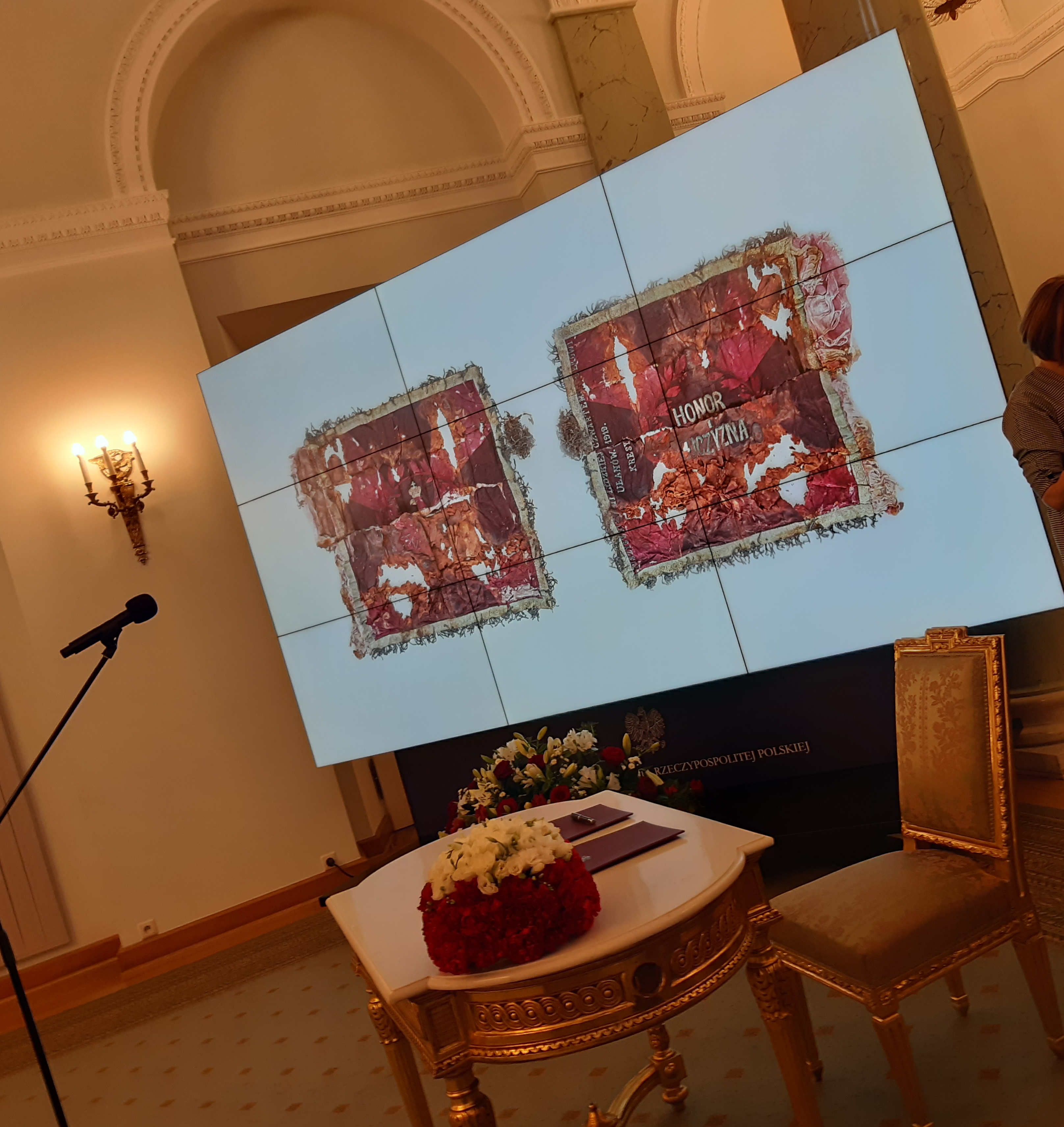
Zdjęcia obu stron sztandaru Pułku 4 Ułanów Zaniemeńskich wyświetlane w Pałacu Prezydenckim podczas uroczystości przekazania do Muzeum Wojska Polskiego, 29 listopada 2019.

### Odznaka pamiątkowa
Odznaka zatwierdzona Dz. Rozk. MSWojsk. nr 49, poz. 872 z 13 grudnia 1921. Posiada kształt Krzyża Orderu Virtuti Militari, którego ramiona pokryte są chabrową emalią z białym obramowaniem. Na krzyż nałożony jest orzeł z rozpiętymi skrzydłami, trzymający w szponach wieniec. Nad głową orła złota otwarta korona. Na ramionach krzyża wpisano datę odzyskania niepodległości 11 XI 1918, na dolnym ramieniu w wieńcu numer 4 i inicjał U. Oficerska – czteroczęściowa, wykonana w srebrze, emaliowana. Wymiary: 38x38 mm. Projekt: Witold Łada-Zabłocki. Wykonanie: Teodor Filipski – Wilno

### Barwy
| Proporczyk | Opis                                                             |
| ---------- | ---------------------------------------------------------------- |
|            | Proporczyk w kolorze (niebiesko-białym) chabrowo-białym          |
|            | proporczyk dowództwa w 1939                                      |
|            | proporczyk 1 szwadronu w 1939                                    |
|            | proporczyk 2 szwadronu w 1939                                    |
|            | proporczyk 3 szwadronu w 1939                                    |
|            | proporczyk 4 szwadronu w 1939                                    |
|            | proporczyk 5 szwadronu ckm w 1939                                |
|            | proporczyk plutonu łączności w 1939                              |
| Inne       | Opis                                                             |
|            | Na czapce rogatywce – otok chabrowy.                             |
|            | Spodnie długie ciemnogranatowe, lampasy chabrowe, wypustka biała |
|            | „Łapka” (do 1921) – karmazynowa                                  |

### Żurawiejki
| Duszę własną przegra w karty, to ułanów pułk jest czwarty.                 | Syny Marsa i Wenery, pułk ułanów liczba cztery.          |
| Weneryczny i pijański, to jest Czwarty pułk ułański.                       | Szarżą przeszli tych z Rokitny, to ułanów pułk błękitny. |
| Po każdej zwrotce: Lance do boju, szable w dłoń, bolszewika goń, goń, goń! |                                                          |

## Zaniemeńscy ułani

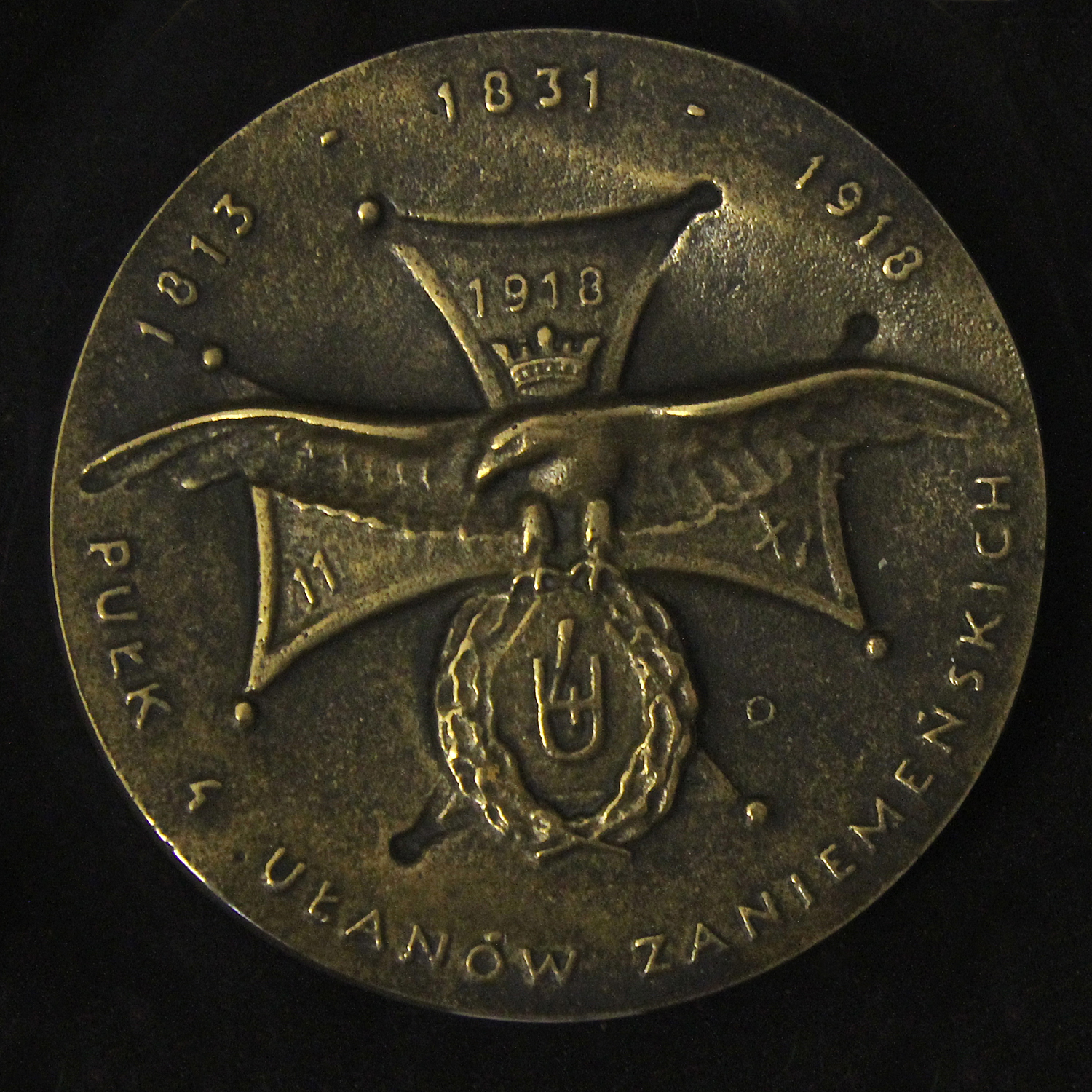
Medal pułkowy

### Dowódcy i zastępcy dowódcy pułku
| Stopień, imię i nazwisko                                | Okres pełnienia służby  | Kolejne stanowisko               |
| Dowódcy pułku                                           | Dowódcy pułku           | Dowódcy pułku                    |
| ------------------------------------------------------- | ----------------------- | -------------------------------- |
| płk Stanisław Rawicz-Dziewulski                         | 1918–1921               |                                  |
| ppłk Czesław Kozierowski                                | 1921–1932               |                                  |
| płk dypl. Ludwik Schweizer                              | 1932-1936               |                                  |
| płk dypl. Zdzisław Chrząstowski                         | 1936–1938               |                                  |
| ppłk Ludomir Wysocki                                    | 1938–1939               |                                  |
| Zastępcy dowódcy pułku                                  |                         |                                  |
| mjr Tadeusz Seeliger-Reklewski                          | 1923                    |                                  |
| ppłk rez. powoł. do sł. czyn. Kazimierz Dembiński-Pióro | od II 1924              |                                  |
| mjr SG Józef Świerczyński                               | 23 XII 1927 – 28 I 1931 | dowódca 23 puł                   |
| ppłk Eugeniusz Jasiewicz                                | od 28 I 1931            | zastępca dowódcy 22 puł          |
| mjr Jerzy III Dąbrowski                                 | 28 I 1931 – 28 VI 1933  | rejonowy inspektor koni w Wilnie |
| ppłk Eugeniusz Święcicki                                | od 28 VI 1933           |                                  |

### Żołnierze 4 pułku ułanów - ofiary zbrodni katyńskiej
Biogramy ofiar zbrodni katyńskiej znajdują się między innymi w bazach udostępnionych przez Ministerstwo Kultury i Dziedzictwa Narodowego oraz Muzeum Katyńskie.
| Nazwisko i imię            | stopień              | zawód              | miejsce pracy przed mobilizacją         | zamordowany |
| -------------------------- | -------------------- | ------------------ | --------------------------------------- | ----------- |
| Stanisław Witold Falkowski | ppor. kaw. rez.      |                    | IX 39 -oficer ordynansowy               | ULK         |
| Gabarski Jan               | rotmistrz            | żołnierz zawodowy  | zastępca dowódcy szwadronu zapasowego   | Katyń       |
| Grzymała Aleksander        | podporucznik rezerwy |                    |                                         | Charków     |
| Hamac-Bloch Feliks         | podporucznik rezerwy | lekarz stomatolog  | praktyka w Wilnie; IX 39 – lekarz pułku | Charków     |
| Lewy-Taljański Stefan      | podporucznik rezerwy | absolwent SNP      | COP w Nisku                             | Charków     |
| Nowak Bernard              | podporucznik rezerwy | lekarz weterynarii |                                         | Charków     |
| Ryng Jan Marian            | podporucznik rezerwy | urzędnik           | Sąd Okręgowy w Warszawie                | Charków     |
| Solarz Józef               | podporucznik rezerwy | student            | ASP w Warszawie                         | ULK         |
| Wojcieszonek Edward        | podporucznik rezerwy | technik ogrodnik   | pracował w Nowogródku                   | Katyń       |

## Tradycje pułku
Tradycje Pułku kultywuje:
- 9 Warmiński pułk rozpoznawczy im. pułkownika Zygmunta Szendzielarza „Łupaszki”[40].
- 4 Małopolska Drużyna Kawalerii Harcerskiej z Blachowni, która w 1983 przyjęła imię pułku 4 Ułanów Zaniemeńskich[41]
- Fundacja „Oddział Kawalerii Ochotniczej im. Pułku 4. Ułanów Zaniemeńskich”[42]
- Stowarzyszenie Szwadron im. Pułku 4 Ułanów Zaniemeńskich z siedzibą w Skowarczu[43]

Tradycje 4 pułku Ułanów Zaniemeńskich kontynuował (a):
- 3 Brygada Pancerna z Trzebiatowa,
- 3 Mazurski Batalion Rozpoznawczy im. płk. Jana Hipolita Kozietulskiego.